# Monte Ópio

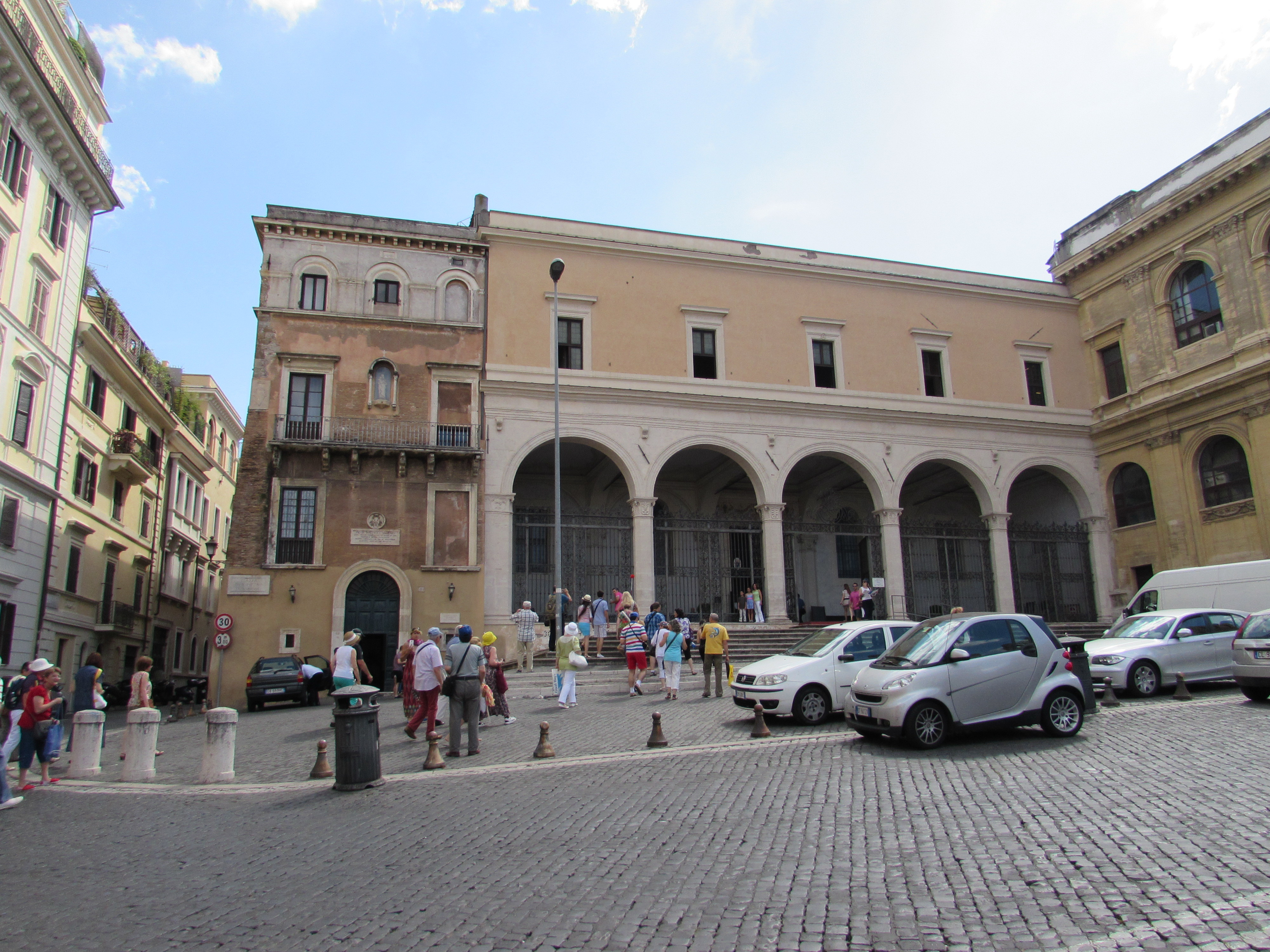
Basílica de San Pietro in Vincoli.

Monte Ópio ou Monte Opiano (em latim: Oppius Mons; em italiano:  Colle Oppio) é um esporão meridional do monte Esquilino, uma das famosas sete colinas de Roma. Ele está separado do Císpio, mais ao norte, pelo vale de Subura, e do monte Célio, ao sul, pelo vale do Coliseu. O Ópio e o Císpio, juntos, formam o platô Esquilino, que fica dentro da linha da Muralha Serviana.
Nas divisões das sete colinas (septimôncio), o esporão Fagutal aparece como uma localidade independente, o que permite inferir que, originalmente, o termo "Ópio" era estritamente aplicado a este esporão, com exceção da porção oeste. A ponta norte desta porção era chamada de Carinas, que se estendia entre o monte Vélia e o Clivo Púlio, com vista para o sudoeste (através do Pântano de Cerólia em direção ao Aventino), incorporando Fagutal para formar uma dos mais exclusivos bairros da Roma Antiga.

## Etimologia
De acordo com Varrão, o nome deriva de Ópio, um cidadão de Túsculo que ajudou os romanos durante o cerco de Túlio Hostílio a Veios. Porém, a verdadeira etimologia é obscura e é possível que seja uma referência a um antigo clã que vivia na região — deve-se notar que trata-se de uma gente de status plebeu. A conjectura de Detlefsen, de que Oppius deriva de Oppidus, foi retomada por Pinza, que considera o nome como sendo da mesma época.

## História
No Ópio ficava uma das vilas que deram origem a Roma e a memória desta espécie de "nobreza" civil ainda estava viva na época republicana, como testemunha uma inscrição recuperada perto das Sete Salas, nas Termas de Trajano, citando uma reforma do sacelo compital realizada às custas dos habitantes (de pecunia montanorum). Pelo menos para fins religiosos, o nome Ópio continuou sendo utilizado até o final da era republicana, mas nenhuma outra citação foi encontrada. Fontes locais afirmam que a inscrição já era de leitura bastante difícil no local onde estava. 
Na subdivisão augustana da cidade, o Ópio foi incorporado à Regio III Isis et Serapis, uma referência ao grande templo que ficava em sua encosta sudeste, entre as modernas Via Merulana e Via Labicana. Onde antes ficava o Pórtico de Lívia, na direção do Vico Suburano, foi construído, na época de Nero, a Casa Dourada e, mais tarde, as Termas de Tito e as Termas de Trajano. Na época cristã, os títulos conhecidos como Titulus Eudoxiae, que mais tarde se transformou na basílica de San Pietro in Vincoli, e Titulus Equitii, moderna basílica de Santi Silvestro e Martino ai Monti, foram fundados no monte Ópio.
Em 1871, no âmbito da reorganização urbanística decorrente da instituição de Roma como capital da Itália unificada, a região foi destinada a preservação de jardins públicos. Atualmente, o Ópio está inteiramente contido no rione Monti, do qual é considerado o "pulmão verde" por conta disto. Mas foi durante a ditadura fascista, entre 1928 e 1936, que a região assumiu sua aparência atual. Seus limites são a Via Labicana, a Via degli Annibaldi, a Via Cavour e a Via Giovanni Lanza (Via Merulana). Estas vias foram intensamente edificadas entre o final do século XIX e o começo do século XX e os achados arqueológicos (pelo menos os mais importantes) foram incluídos no vasto Parco del Colle Oppio, com cerca de onze hectares, de onde é possível apreciar belas vistas do vale do Coliseu.